# Milošev Tok
Milošev Tok – szczyt w paśmie Durmitor, w Górach Dynarskich, położony w Czarnogórze. Leży w płaskowyżu Šljemen.